# Drasenhofen
Drasenhofen là một đô thị thuộc huyện Mistelbach trong bang Niederösterreich.

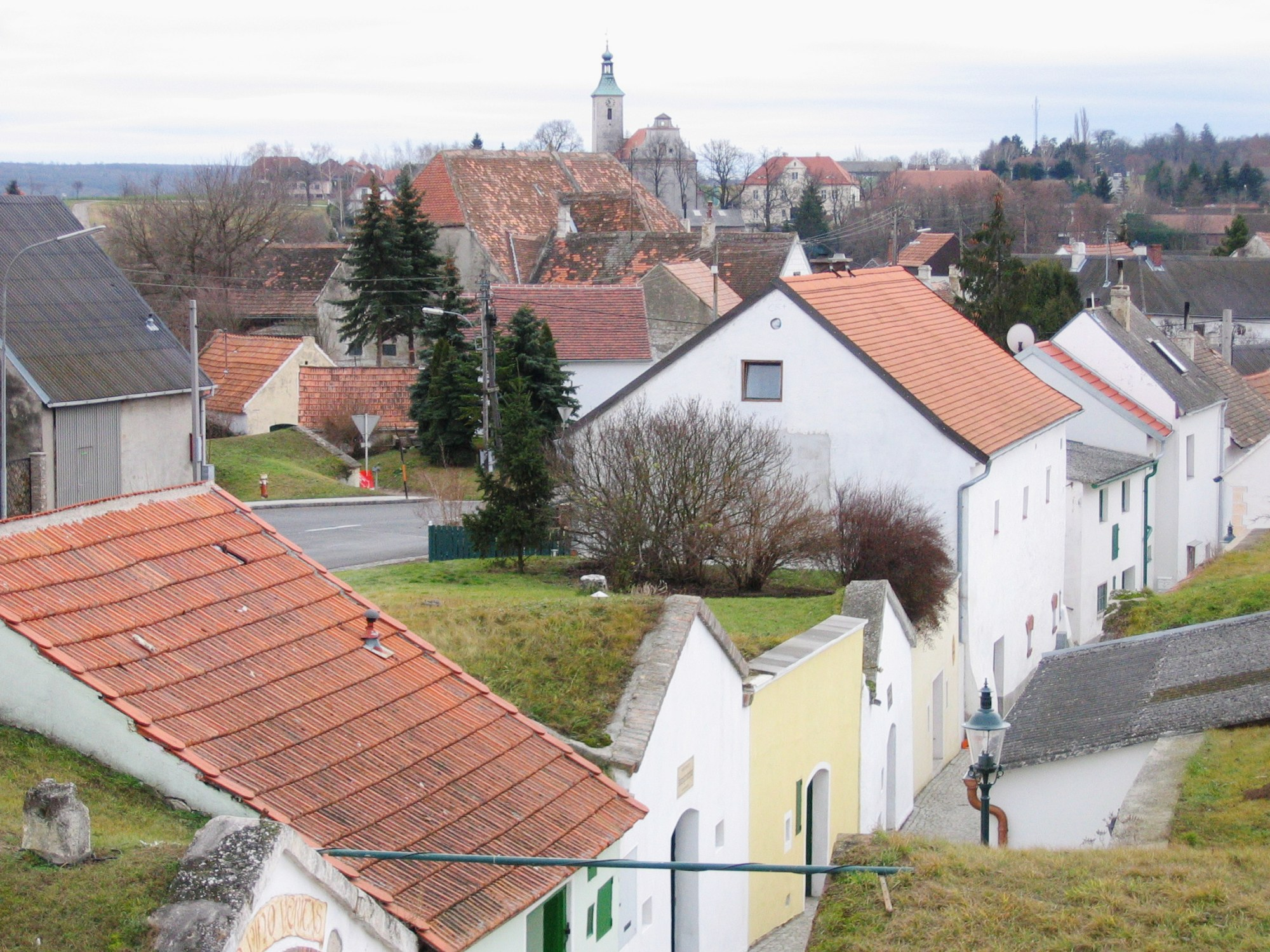
Drasenhofen with Wine cellars in local style